# Bill Chase
Pour les articles homonymes, voir Chase.
Bill Chase (né William Edward Chiaiese le 20 octobre 1934, et mort le 9 août 1974) était  un trompettiste de jazz américain. 

## Biographie
Né dans une famille d’origine italienne (son vrai nom est Chiaiese), fils d’un musicien du «  Gilette Marching Band  », Bill Chase commence à apprendre le violon. Ce n’est qu’à l’époque de son entrée au lycée  qu’il se met à la trompette.  Il  étudie ensuite  au « New England Conservatory  » puis à la « Berklee School of Music  ». Son modèle à l’époque est le spécialiste du suraigu Maynard Ferguson. En 1957, est d’ailleurs engagé dans le big band de ce dernier, sur le conseil d’Herb Pomeroy, un de ses professeurs à Berkley. On peut l’entendre ensuite dans un orchestre militaire, dans un combo dirigé par Woody Herman. En 1958, il retourne chez Ferguson, avant de rejoindre, brièvement, le big band de Stan Kenton.
En 1959, il rejoint le nouveau big band de Woody Herman (le «  Thundering Herd  ») dont, pendant des années, il est à la fois le « lead trumpet » et un des solistes vedettes. Il reste dans l’orchestre jusqu’en 1969.
Après son départ de chez Herman, Bill Chase est brièvement musicien «  free lance » à Las Vegas où il accompagne à des chanteurs comme Vic Damone ou Johnny Carson.
En 1970, il forme son propre groupe «  Chase »  (1 chanteur, 4 trompettistes et une section rythmique) qui se spécialise dans le jazz fusion. Cet orchestre connaît assez vite le succès. Le titre « Get it on » devient même un tube en 1971. Malheureusement, Bill Chase et plusieurs membres de sa formation trouvent la mort dans un accident d’avion en 1974.

## Style
Excellent technicien, ayant une exceptionnelle  maîtrise du registre suraigu de la trompette (ce qui explique son emploi comme « lead trumpet  » en big band), Bill Chase était aussi un soliste brillant et un « showman » charismatique.